# Geminiano
Ne doit pas être confondu avec San Gimignano.
Geminiano est une municipalité brésilienne située dans l'État du Piauí.